# North American Soccer League 1969
La temporada 1969 de la North American Soccer League (NASL) fue la 2ª edición realizada de la primera división del fútbol en los Estados Unidos. Kansas City Spurs fueron los ganadores de ese año.

## Equipos participantes
La temporada 1969 quedó compuesta con 5 participantes, el resto de los 12 equipos de la edición anterior dejaron de pertenecer a la liga: 
- Atlanta Chiefs
- Baltimore Bays
- Dallas Tornado
- Kansas City Spurs
- Saint Louis Stars

## Tabla de posiciones
Sistema de puntos: 6 puntos por una victoria, 3 por un empate, ninguno por una derrota, y 1 punto adicional a cualquier encuentro disputado que haya marcado hasta 3 goles en un partido.
| Pos. | Equipos           | PJ | G  | E | P  | GF | GC | Dif. | Pts. |
| ---- | ----------------- | -- | -- | - | -- | -- | -- | ---- | ---- |
| 1    | Kansas City Spurs | 16 | 10 | 4 | 2  | 53 | 28 | +25  | 110  |
| 2    | Atlanta Chiefs    | 16 | 11 | 3 | 2  | 46 | 20 | +26  | 109  |
| 3    | Dallas Tornado    | 16 | 8  | 2 | 6  | 32 | 31 | +1   | 82   |
| 4    | St. Louis Stars   | 16 | 3  | 2 | 11 | 24 | 47 | -23  | 47   |
| 5    | Baltimore Bays    | 16 | 2  | 1 | 13 | 27 | 56 | -29  | 42   |

| Bandera de Estados Unidos               |
| Campeón Kansas City Spurs Primer título |

## Goleadores
| Jugador       | Equipo            | Goles | Puntos |
| ------------- | ----------------- | ----- | ------ |
| Kaiser Motaug | Atlanta Chiefs    | 16    | 36     |
| Jorge Benítez | Kansas City Spurs | 15    | 35     |
| Ilija Mitić   | Dallas Tornado    | 11    | 26     |

## Premios

### Reconocimientos individuales
- Jugador más valioso

 Cirilo Fernández (Kansas City Spurs)
- Entrenador del año

 Janos Bedl (Kansas City Spurs)
- Novato del año

 Siegfried Stritzl (Baltimore Bays)